# Pesach
Denne side handler om den jødiske påske. For den kristne påske, se påske.
Pesach (hebraisk פֶּסַח [pesaḥ]) eller jødisk påske er den største jødiske fest og den kristne påskes ophav. I de syv eller otte dage pesach varer, må jøder ikke spise syret brød eller andet der indeholder syrnet hvede eller byg. Syret brød er brød som er lavet med hævemiddel, herunder surdej. Andre produkter, der indeholder syrnet hvede eller byg, er eksempelvis vodka og øl, som fremstilles ved en fermentering (syrning).
Den første aften spiser jøder (og også anden aften blandt traditionelle jøder udenfor Israel) et rituelt måltid, en seder, hvor haggada shel pesach (påskefortællingen) læses, og der serveres symbolske madretter som matzot, maror (bitre urter), karpas (selleri), charoset (frugtsovs), betza (æg) og zeroa (et grillet lammeben). Matzot er et særligt usyret brød som blandt andet kan laves af hvede eller byg, men også andre kornsorter. Det kan bruges til at lave matzahboller.

## Historie
Pesach stammer fra udvandringen fra Egypten, hvor hver familie slagtede et lam. Lammet blev tilberedt og spistes med usyret brød og urter. Lammets blod blev smurt på dørstolperne for at holde døden væk. Til minde om det blev det tradition at spise lam hvert år om aftenen ved udgangen af den 14. nisan. Lammet skulle slagtes og spises i Templet i Jerusalem, men det blev for besværligt, så lammet blev slagtet i templet, hvorefter hver familie spiste det ceremonielle måltid i hjemmet.
Mad: 
Til jødernes påske har de en tallerken med 
Saltvand og bitre grøntsager f. eks roer (Maror)
Charoset (חרוסת) (En sød ret af hvidvin, kanel, nødder, bl.a. valnødder, pærer, æbler, rosiner, figner og appelsinjuice) 
Charosetens konsistens og mørke farve, symboliserer det mudder, som jøderne brugte til at lave mursten, da de var slaver i Egypten. 
Navnet ”Charoset” kommer fra det hebraiske ord: cheres (חרס) "Ler"
Der bliver også spist æg (Betza), salat, lammeben (Zeroa), og selleri (Karpas)
I de syv til otte dage Pesach varer, må jøder ikke spise syret brød eller mad, der indeholder: Spelt, hvede, durum-hvede, byg, enkorn, emmer og toradet byg, undtagen hvis de er bagt som Matzot eller usyret brød.